# Anthaxia liae
Anthaxia liae es una especie de escarabajo del género Anthaxia, familia Buprestidae. Fue descrita científicamente por Gobbi en 1983.